# Степанов, Константин Николаевич
Константин Николаевич Степанов (1930—2012) — советский и украинский физик-теоретик, специалист по физике плазмы. Член-корреспондент НАНУ (с 1992), доктор физико-математических наук (1965), лауреат Государственной премии Украины в области науки и техники (2005). Известен своими исследованиями распространения электромагнитных волн в плазме и устойчивости плазмы в магнитных ловушках.

## Биография
Константин Николаевич Степанов родился в Ленинграде в 1930 году. В 1947 году он окончил среднюю школу и поступил в Ленинградский государственный университет на физический факультет. В конце 1951 года он был переведён на физико-математический факультет Харьковского государственного университета. В 1952 году он окончил кафедру теоретической ядерной физики Харьковского государственного университета.
После университета Степанов был распределён в теоретический отдел Харьковского физико-технического института (ХФТИ), которым в то время руководил академик А. И. Ахиезер. Степанов работал в ХФТИ научным сотрудником (с начала 1953 года), старшим научным сотрудником (с 1959), начальником лаборатории теории плазмы (с 1967) и начальником отдела высокочастотного нагрева и теории плазмы в Отделении физики плазмы (с 1976).
В 1958 году Степанов защитил диссертацию кандидата физико-математических наук, в 1965 году — доктора физико-математических наук. В 1961 году он получил учёное звание старшего научного сотрудника, в 1969 году — профессора теоретической и математической физики, а в 1992 году был избран член-корреспондентом НАНУ.
В 2005 году Степанову была присуждена Государственная премия Украины в области науки и техники «За коллективные механизмы нагрева и переноса плазмы в тороидальных магнитных ловушках».

## Научная деятельность
Степанов занимался теорией устойчивости плазмы в магнитных ловушках, кинетической теорией распространения, поглощения и конверсии электромагнитных волн в плазме в магнитном поле, теорией взаимодействия сильных электромагнитных полей и потоков заряженных частиц с плазмой в магнитном поле, и получил в этих областях ряд фундаментальных результатов. Он определил коэффициенты черенковского и циклотронного поглощения различных типов волн однородной плазмы в магнитном поле, обнаружил ряд неустойчивостей плазмы с анизотропным распределением частиц по скорости, открыл ряд новых ветвей колебаний плазмы в магнитном поле, исследовал пучково-плазменную неустойчивость в магнитном поле, предложил новые методы высокочастотного нагрева плазмы, которые позже нашли практическое применение в крупнейших тороидальных ловушках.
Степанов много лет преподавал физику плазмы на физико-техническом факультете Харьковского национального университета. С 1987 года он заведовал филиалом кафедры физики плазмы Харьковского национального университета в ХФТИ.

## Награды и звания
- Орден Трудового Красного Знамени
- Почётная грамота Президиума Верховного Совета УССР
- Заслуженный деятель науки и техники Украины (1998)
- Отличник образования Украины (1998)
- Государственная премия Украины в области науки и техники (2005)[2]